# ヘルマン・テッヒョー
エードゥアルト・ヘルマン・ローベルト・テッヒョー（Eduard Hermann Robert Techow [ˈtɛçoˑ]、1838年8月25日 - 1909年1月25日）は、ドイツの法律家、司法官僚。日本の教育顧問、民事訴訟法案の検討者、起草者等を歴任。勲三等旭日中綬章受章。呼称については、テッヒョウ、古くはテッチョウ、テショウ、テヒャウ、テヒョー、徹証、哲憑とも表記される。

## 人物
プロイセン王国の東北隅、プロイセン州の主要都市、ケーニヒスベルク出身。テッヒョーの父フリードリヒ(Friedrich Techow)はギムナジウムの校長で、国民自由党(Nationalliberale Partei)の一員として帝国議会（下院(Reichstag)）の議員をしていた。明治初期に来日したお雇い外国人の一人。幕末に締結された不平等条約による治外法権に代表される不平等条項の撤廃のため、日本の民事訴訟法の整備に大きな貢献を果たした。

## 来歴
- 1838年8月 ケーニヒスベルクで生れる。父親はラステンブルクのグラマースクールの校長。
- ボン大学・ベルリン大学で学んだ後、司法官になる道を志し、修習生・試補生活[4]を送る。
- 1867年4月 プロイセン州東部の三つの小都市[5]の郡裁判所の判事・検事の職を歴任。
- 1878年4月首都ベルリンの州学務局の法務担当行政官（レギールンクスラート(Regierungsrat[6]))に就任。
- 1883年8月 伊藤博文に託されたドイツ駐在公使青木周蔵との間で契約を結び日本の教育顧問として[7]赴任することが決定。
- 1883年11月 アメリカ経由で来日。鹿鳴館を住居と定められた。
- 1884年4月 伊藤博文から民事訴訟法案について意見を述べるよう求められる。
- 1886年6月 民事訴訟法案を提出。
- 1886年 勲三等旭日中綬章。西回りで帰路をとりインドに立ち寄る。
- 1887年 帰独。ブレスラウ(Breslau)の宗務・教育部長に任ぜられる。
- 1890年 ベルリンにあるプロイセンの上級行政裁判所の裁判官に転じる。
- 1903年 同裁判所の部長(Senatspräsident)に昇格。
- 1908年 日本の行政裁判所の部長であり、かつて民事訴訟法案の翻訳を巡って苦楽をともにした渡辺廉吉の訪問を受ける。
- 1909年1月 在職のまま病没[8]。

## 日本法の近代化
明治政府の最大の課題は日本の近代化であった。そのためには不平等条約撤廃の前提として列強各国が日本に対して要求していた近代法典（民法、商法、民事訴訟法、刑法、刑事訴訟法の5法典。）を成立させる必要があった。

### 民事訴訟法の起草
現在の民事訴訟制度は1890年に成立公布された旧々民事訴訟法（明治23年法律第29号）に直接由来する。それ以前にも、我が国固有の民事訴訟制度は存在していたが、明治政府は、近代国家としての法整備を第一義として、当時最新の法典であったドイツ民事訴訟法典(1877年）を翻訳的に継受したのである。
1884年3月、司法省は太政官に、「訴訟規則を制定せられんこと」を上申した。同年4月18日、参議兼宮内卿の伊藤博文が、すでに来日中のヘルマン・テッヒョーに対して、司法省で起案中の民事訴訟法案（立案120条）について意見を述べるよう求めた。同年同月20日、テッヒョーは伊藤宛に最初の手紙を送り、この中ですでに計30か条を起草していた。当時、いわゆるナポレオン諸法典の一つであるフランス民事訴訟法は、アンシャン・レジームのルイ14世時代の民事王令(1667年）の、いわば焼き直しと見做されており、評判が極めて悪かった。テッヒョーは、山田顕義司法卿の依頼を受けた伊藤博文の指令に基づき、制度取調局御用掛の山脇玄の通訳、同伊東巳代治の筆記により、1884年4月23日、28日、5月8日の3日間にわたって、鹿鳴館で、司法卿及び全国各地の裁判官たち計80数名に対して、「プロイセン司法制度の大綱」について講演を行った。1884年6月5日までには176か条が起草された。司法省は、同年7月末、南部甕男、栗塚省吾、中村元嘉、宮城浩蔵を訴訟規則取調委員に任命した。同年8月に深野達が事務局付となり、同年10月に玉乃世履、菊池武夫、岡村輝彦が、1885年3月に小松済治が、同年9月には今村信行、本多康直が取調委員に任命された。他方司法省は、1884年8月頃大審院を除く、各治安裁判所、始審裁判所、控訴裁判所あてにアンケートを行い、「現行民事訴訟手続」を取りまとめた。
1885年2月、テッヒョーは『第一次草案』を脱稿し、続いて、同年8月に『第二次草案』を司法卿山田顕義に提出した。この間、帰国した三好退蔵が司法少輔の地位を与えられ、あわせて制度取調局御用掛兼務となり訴訟法の取調委員会（三好委員会）の委員長に命じられ、テッヒョー第二次草案の再審議を行った。委員会の審議の結果は中間案として『委員修正民事訴訟規則』として発表された。『委員修正民事訴訟規則』に対して、テッヒョーは、『哲憑氏訴訟規則主意書』という意見書を提出した。
1886年6月、テッヒョーは、司法大臣山田顕義に対して、『訴訟草案(Entwurf einer Zivilprozessordnung für Japan)』を提出した。しかし彼の草案はあくまでも草案にとどまり、法律となるまでにはなお3年半ばかりの歳月を要し、内容的にも大幅な変更をこうむるに至る。
1886年8月、法律取調委員会が設置された。同年8月、裁判官シュルツェンシュタイン(Max Schultzenstein)がドイツ駐在公使品川弥二郎との間に、契約を交わし、『日本民事訴訟法草案に関する意見』と『日本民事訴訟法草案（翻訳）』と題するテッヒョー草案に対する2編の意見書を提出した。さらに弁護士ヴィルモウスキ(Gustav Karl Adolf von Wilmowski)は、ドイツに来ていた松岡康毅に依頼されてテッヒョー草案に対する意見書を送った。1887年10月21日、山田顕義司法大臣が法律取調委員会委員長に任命され、委員会の中に、民法組合、商法組合、訴訟法組合が設けられ、三好退蔵が訴訟法組合会長となった。
1887年11月、法律取調委員会は、裁判所構成法の審議を開始し、12月のはじめから民法、商法、民事訴訟法の審議を開始した。外国委員のアルバート・モッセが起草を途中でやめたため、訴訟法組合は、テッヒョー案とドイツ法(CPO)に基づきつつ、テッヒョー草案には欠けていた婚姻事件、禁治産事件、公示催告手続、仲裁手続も審議の対象に取り込んでいった。
1888年9月、法律取調委員会は、民事訴訟法案の再調査を開始した。同年11月に訴訟法組合長は三好退蔵から松岡康毅に交代した。民事訴訟における検事の立会いや民事執行における優先主義と平等主義の論点を審議して、1889年4月10日、民事訴訟法案は、山田顕義委員長により内閣総理大臣黒田清隆に提出された。山田顕義司法大臣兼法律取調委員長は、1890年11月29日に予定されていた帝国議会開会前の民事訴訟法公布を目指した。当時ある法案が成法となるためには、法制局、元老院、枢密院と、3つの機関の審議を受ける必要があった。当時の法制局長官は井上毅であった。法制局の実質審議は省略された。1889年4月29日、民事訴訟法案は元老院の審議に付された。法律取調委員会は、元老院の修正要求に応じ、新草案を内閣総理大臣三条実美を経て元老院に提出して、1889年12月9日、元老院はこの案を議定した。1890年3月14日、民事訴訟法案は、枢密院の大体議に付された。同年同月25日、天皇の臨御を得て、民事訴訟法案は枢密院への諮詢も終えた。同年同月26日、内閣は閣議を開いて、上諭案を上奏、翌27日、民事訴訟法案は、天皇の裁可を得た。
1890年4月21日、旧々民事訴訟法（明治民事訴訟法）が公布され、元老院による検視も終え、翌1891年1月1日から施行された。

## 著書
- 『司法制度大要講義筆記』、1882年　NDLJP:794546
- 1.『訴訟法原案完』司法省寄贈図書文庫所蔵『訴訟法原案』の電子写真本　1884年4月-1884年6月
- 2.『訴訟規則飜譯原案修正』司法省寄贈図書文庫所蔵の電子写真本　NDLJP:1367752
- 3.『訴訟法草案』司法省寄贈図書文庫所蔵1885.5.脱稿されたテッヒョウ草案、 第1巻: 第1条-第219条,第2巻: 第220条-第611条[20]、1885年5月
- 4.『民事訴訟法草案』司法省寄贈図書文庫1885.5.脱稿されたテッヒョウ草案を日本文草案に従って修正加筆したものの電子写真本、全874条
- 5.『哲憑氏訴訟規則按説明書』司法省記録文庫所蔵『哲憑氏訴訟規則按説明書』の電子写真本　NDLJP:1367776
- 6.『訴訟法草案完』1886年6月
- 『訴訟規則修正原案』、1885年　NDLJP:1367748
- 『訴訟規則主意書』、1886年　NDLJP:1367775
- 『徹證氏教育に関する答議』伊藤博文『秘書類纂』第9巻 NDLJP:1877027/274